# Aleksei Schmidt
Aleksei Anatólievitx Schmidt (en rus Алексей Анатольевич Шмидт) (Khimki, óblast de Moscou, 23 de març de 1986) és un ciclista rus, que ha combinat tant la carretera com la pista.

## Palmarès en pista
- 2001
  -  Campió d'Europa júnior en Puntuació
- 2005
  - Campió d'Europa de Derny

## Palmarès en ruta
- 2005
  - 1r al Gran Premi de Moscou
  - Vencedor de 2 etapes al Gran Premi de Sotxi
  - Vencedor d'una etapa als Cinc anells de Moscou
- 2006
  - Vencedor d'una etapa al Tour de Hainan
- 2007
  - 1r al Gran Premi de Sotxi i vencedor d'una etapa
  - Vencedor d'una etapa als Cinc anells de Moscou
  - Vencedor d'una etapa a la Volta a Sèrbia
- 2010
  - 1r al Tour de Ribas